# Jacó de Batnas
Jacó de Batnas ou Jacó de Sarugue (em latim: Jacobus Sarugensis; em siríaco: ܝܥܩܘܒ ܣܪܘܓܝܐ; romaniz.: Yaʿqûḇ Srûḡāyâ; c. 451 – 29 de novembro de 521), também chamado Mar Jacó, foi um dos principais poetas teológicos siríacos, talvez o único a altura de Efrém e igual a Narses.
Quando seu antecessor Efrém é conhecido como "Harpa do Espírito", Jacó é conhecido como "Flauta do Espírito". Ele é mais conhecido por sua prodigiosa corpus de mais de 700 homilias, ou mêmrê (ܡܐܡܖ̈ܐ) dos quais apenas 225, até agora, foram editados e publicados. Ele é venerado como santo, sendo comemorado em 29 de novembro.

## Biografia
Jacó nasceu em meados do século V, na aldeia de Curtam, no Eufrates, na antiga região de Batnas, que era a porção oriental da província de Comagena (corresponde aos distritos modernos de Suruche e Birecique). Ele foi educado na famosa Escola de Edessa e tornou-se corepíscopo em Sarugue, servindo a igrejas rurais de haura (ܚܘܪܐ, Ḥaurâ). O momento em que exerceu tal função, grandes dificuldades assolavam a população cristão da Mesopotâmia, devido a guerra feroz realizada pelo xá sassânida Cavades I (r. 488-496; 499-531) dentro das fronteiras romanas. Quando, em 10 de janeiro de 503, a cidade de Amida (moderna Diarbaquir) foi capturada pelos persas, após um cerco de três meses e todos os cidadãos foram assassinados e/ou levados à cativeiro, um pânico tomou conta do distrito e os habitantes cristão cogitaram deixar suas casas e fugir para oeste.
Em 519, Jacó foi eleito bispo da principal cidade da região, Batnas (ܒܛܢܢ ܕܣܪܘܓ, Baṭnān da-Srûḡ). Como Jacó nasceu no mesmo ano do controverso Concílio de Calcedônia, ele viveu intensamente as fendas que separavam a Igreja do Império Bizantino, especialmente aquelas que levaram a maioria dos falantes de siríaco se separarem da comunhão imperial formando a Igreja Ortodoxa Síria. Mesmo que a perseguição dos anti-calcedônios tenha tornado-se cada vez mais brutal no fim da vida de Jacó, ele permaneceu tranquilo em tais questões teológicas e políticas. No entanto, em correspondência a Paulo, bispo de Edessa, ele expressou abertamente insatisfação em relação ao concílio da Calcedônia.
Devido a diversas menções a seu nome e o grande número de obras suas conhecidas, conclui-se que sua atividade literária foi intensa. De acordo com Bar Hebreu ele empregou 70 amanuenses e escreveu em torno de 760 homílias métricas (sobre Virgem Maria, Simeão Estilita, fornicação, virgindade, Ezequiel, etc.), além de cartas e hinos de diferentes tipos. Como poeta presou o emprego de dodecassílabos, principalmente aqueles com temas bíblicos, embora também haja poemas sobre temas como a morte de mártires cristãos, a queda dos ídolos e o Primeiro Concílio de Niceia. Na prosa (homílias festivas, ordem de batismo, liturgia, cartas, etc.), que não é tão numerosa, o mais interessante são suas cartas, que lançam luz sobre alguns dos acontecimentos de seu tempo e revelam o seu apego à doutrina miafisita que estava então lutando pela supremacia nas igreja sírias, e particularmente em Edessa, sobre o ensino de Nestório.